# 대한민국 국회 여성가족위원회
여성가족위원회(女性家族委員會, 영어: Gender Equality and Family Committee)는 여성·가족에 관한 국회의 의사결정기능을 실질적으로 수행하는 국회 상임위원회이다.

## 설치 근거 및 소관 업무

### 설치 근거
- 국회법 [법률 제10047호, 2010.03.12 일부개정] 제37조[1]

### 소관 업무
- 여성가족부의 소관에 속하는 의안과 청원 등의 심사, 기타 법률에서 정하는 직무를 수행한다.

## 연혁
- 1994년 6월 28일: 여성특별위원회를 설치.
- 2002년 3월 7일: 여성특별위원회를 여성위원회로 개편.
- 2005년 7월 28일: 여성위원회를 여성가족위원회로 개편.
- 2008년 8월 25일: 여성가족위원회를 여성위원회로 개편.
- 2010년 3월 12일: 여성위원회를 여성가족위원회로 개편.

## 직무
- 입법활동
- 여성가족부 장관후보자 인사청문위원회
- 예산안·결산 및 기금 심사
- 국정감사 및 국정조사
- 법률안 및 기타 의안의 제출

## 소관 부처
- 여성가족부

## 위원 명단
| 위원정수 | 현원   | 더불어민주당                                                                     | 국민의힘                                       | 비교섭단체        |
| 17       | 17     | 10                                                                               | 6                                              | 1                 |
| -------- | ------ | -------------------------------------------------------------------------------- | ---------------------------------------------- | ----------------- |
| 위원장   | 위원장 |                                                                                  | 이인선                                         |                   |
| 간사     | 간사   | 김한규                                                                           | 서범수                                         |                   |
| 위원     | 위원   | - 김남근 - 김남희 - 김용만 - 백승아 - 서영교 - 이연희 - 임미애 - 장철민 - 전진숙 | - 김상욱 - 이달희 - 조은희 - 한지아 - 비례대표 | 김선민 - 비례대표 |

### 소위원회
| 법안심사소위원회 (8인)     | 소위원장 |                                                                             | 정경희 (丁慶姬)                                       |                 |
| 법안심사소위원회 (8인)     | 소위원   | - 김한규 (金翰奎) - 양이원영 (梁李媛瑛) - 유정주 (兪訂炷) - 장경태 (張耿態) | - 전주혜 (全珠惠) - 조은희 (趙恩禧)                   | 용혜인 (龍慧仁) |
| 예산결산심사소위원회 (7인) | 소위원장 | 유정주 (兪訂炷)                                                             |                                                       |                 |
| 예산결산심사소위원회 (7인) | 소위원   | - 이소영 (李素永) - 이원택 (李源澤) - 홍정민 (洪貞敏)                       | - 김선교 (金善敎) - 최승재 (崔承宰) - 최연숙 (崔姸淑) |                 |
| 청원심사소위원회 (5인)     | 소위원장 |                                                                             | 김선교 (金善敎)                                       |                 |
| 청원심사소위원회 (5인)     | 소위원   | - 위성곤 (魏聖坤) - 한준호 (韓俊鎬)                                         | - 정경희 (丁慶姬)                                     |                 |

## 소관 법률

### 여성정책·권익증진 관련 법률
- 경력단절여성등의 경제활동 촉진법
- 성별영향분석평가법
- 여성발전기본법
- 가족폭력방지 및 피해자보호 등에 관한 법률
- 성매매방지 및 피해자보호 등에 관한 법률
- 성폭력방지 및 성보호에 관한 법률
- 아동·청소년의 성보호에 관한 법률
- 일제하 일본군위안부 피해자에 대한 생활안정지원 및 기념사업 등에 관한 법률

### 가족정책 관련 법률
- 가족친화 사회환경의 조성 촉진에 관한 법률
- 건강가정기본법
- 건전가정의례의 정착 및 지원에 관한 법률
- 결혼중개업의 관리에 관한 법률
- 다문화가족지원법
- 한부모가족지원법
- 아이돌봄지원법

### 청소년정책 관련 법률
- 스카우트활동 육성에 관한 법률
- 청소년기본법
- 청소년 보호법
- 청소년복지지원법
- 청소년활동진흥법
- 한국청소년연맹 육성에 관한 법률